# NPO Blend
NPO Blend is een pilot-radiozender van de Nederlandse Publieke Omroep (NPO). De zender werd gelanceerd op 9 november 2023 en zou minimiaal een jaar lang in de lucht blijven. NPO Blend richt zich op luisteraars die met NPO FunX zijn opgegroeid, en nu een "volwassener" geluid zouden willen horen. Op de zender is voornamelijk r&b, afro, neo-soul en hiphop te horen. In oktober 2024 werd bekend dat de NPO definitief door wilde met NPO Blend, en daarvoor toestemming vroeg aan de minister van Onderwijs, Cultuur en Wetenschap Eppo Bruins. De Raad voor Cultuur kwam met een positief besluit.
NPO Blend zond in eerste instantie alleen non-stop muziek uit, maar kent sinds 12 februari 2024 ook gepresenteerde programma's. De programma's worden verzorgd door de NTR, AVROTROS, BNNVARA, KRO-NCRV en PowNed.

## Medewerkers

### Zendermanagers
- Menno de Boer (2023–heden)[2]
- Chanelva Rier (2023–heden)[2][4]

## Beeldmerk

Sinds 9 november 2023

## Pay-off
- Welkom terug bij jezelf (2023–heden)